# Fairfield (Vermont)
Fairfield – miasto w Stanach Zjednoczonych, w stanie Vermont, w hrabstwie Franklin.